# Левън Рамбин
Левън Алис Рамбин (на английски: Leven Alice Rambin) е американска актриса. Известна е с ролите на доведените сестри Лили Монтгомъри и Ава Бентън в сериала „Всички мои деца“. Има участие в поредицата „Игрите на глада“ като трибута от Окръг 1 Глимър и в „Пърси Джаксън и Боговете на Олимп: Морето на чудовищата“ като Кларис Ла Ру.

## Детство
Родена е в Хюстън. Родителите ѝ са Джоузеф Хауърд Рамблин III и Карън Стейси Гътри. Има двама братя, Джоузеф и Джей, и по-голяма сестра, Мери.
Като малка играе в училищни пиеси, преди да замине за Ню Йорк, където получава първата си голяма рола в сериала „Всички мои деца“.

## Личен живот
Била е сгодена за продуцента Джефри Джеймс Кларк. През пролетта на 2014 г. започва да се среща с актьора от „Истинска кръв“ Джим Парак. През август същата година се сгодяват. Сватбата е на 10 октомври 2015 г. в Остин.
Рамбин се интересува от мода и е писала статии за списанията „Пейпър“ и „Ню Йорк Пост“. Тя участва и в проекта „Сърф фор Лайф“, организация, която изготвя образователни и културни проекти в крайбрежни населени места по света.

## Филмография

### Кино
| Година | Филм                                                    | Роля          | Бележки |
| ------ | ------------------------------------------------------- | ------------- | ------- |
| 2008   | Gigantic                                                | Миси Такстън  |         |
| 2010   | Case 219                                                | Карла Евънс   |         |
| 2012   | Игрите на глада                                         | Глимър        |         |
| 2012   | Господари на вълните                                    | Ким Мориарити |         |
| 2013   | Пърси Джаксън и Боговете на Олимп: Морето на чудовищата | Кларис Ла Ру  |         |
| 2014   | Two Night Stand                                         | Дейзи         |         |
| 2014   | Walter                                                  | Кендал        |         |
| 2015   | I Am Michael                                            | Катрин        |         |

### Сериали и ТВ филми
| Година      | Филм                                | Роля                         | Бележки |
| ----------- | ----------------------------------- | ---------------------------- | ------- |
| 2004 – 2010 | Всички мои деца                     | Лили Монтгомъри и Ава Бентън |         |
| 2008 – 2009 | Терминатор: Хрониките на Сара Конър | Райли Доусън                 |         |
| 2009 – 2010 | Анатомията на Грей                  | Слоун Райли                  |         |
| 2011        | Самотно дърво на хълма              | Клоуи Хол                    |         |
| 2015        | Истински детектив                   | Атина Безеридес              |         |